# Mistrovství Evropy v atletice do 17 let
Mistrovství Evropy v atletice do 17 let je mezinárodní atletický šampionát sportovců do 17 let. Pořádá ho každý druhý rok Evropská atletická asociace. První ročník se uskutečnil v roce 2016 v Tbilisi. Událost byla vytvořena s cílem podporovat sport mezi mladými lidmi v Evropě. V každé disciplíně mohou za každou zemi startovat maximálně dva sportovci.

## Přehled šampionátů
| N° | Ročník    | Město           | Země      | Datum konání                | Místo konání                 |
| -- | --------- | --------------- | --------- | --------------------------- | ---------------------------- |
| 1. | 2016      | Tbilisi         | Gruzie    | 14. července – 17. července | Athletics Stadium of Tbilisi |
| 2. | 2018      | Győr            | Maďarsko  | 12. července – 15. července | Aqua Sports Center           |
| -  | 2020 2021 | Rieti           | Itálie    | zrušeno                     | Stadio Raul Guidobaldi       |
| 3. | 2022      | Jeruzalém       | Izrael    | 4. července – 7. července   | Givat Ram Stadium            |
| 4. | 2024      | Banská Bystrica | Slovensko | 18. července – 21. července |                              |
| 5. | 2026      | Rieti           | Itálie    | 16. července – 19. července | Stadio Raul Guidobaldi       |